# Cellule delta
Les cellules delta sont des cellules de la muqueuse gastrique qui produisent de la somatostatine.

## Importance clinique
Quand quelqu'un est infecté par Helicobacter pylori, la région inférieure de l'estomac est particulièrement enflammée. C'est là que se trouvent la plupart des cellules delta. La bactérie utilise de l'uréase pour s'envelopper d'ammoniac qui la protège des sucs gastriques. La réaction de l'ammoniac avec l'acide produit de l'ammonium qui est toxique pour les cellules : cela cause la mort de nombreuses cellules delta, un effet aggravé par la faible production de protéines PD-L1 de ces cellules par rapport aux cellules gastriques G (ce qui les rend plus sensibles à la réponse inflammatoire).
Ceci produit en retour une baisse de la sécrétion de somatostatine, et donc une plus grande production de gastrine et des acides stomacaux (dont elle limite normalement le largage). Ajouté aux dommages causés par l'ammonium, cela conduit à une ulcération de la paroi de l'estomac.